# Zemské volby v Čechách 1861
Zemské volby v Čechách 1861 byly volby konané v Českém království v druhé polovině března 1861, kterými byli poprvé zvoleni poslanci nově ustaveného Českého zemského sněmu coby zákonodárného sboru zemské samosprávy v rámci ústavního systému Rakouského císařství. Byly vypsány císařem s cílem obeslat Říšskou radu (celostátní parlament).

## Dobové souvislosti
Od konce 50. let 19. století se neoabsolutismus jako forma vlády v Rakousku dostával do krize. Po otřesu v důsledku prohrané rakousko-francouzsko-sardinské války roku 1859 se monarchie vydala cestou obnovy ústavního života. Říjnový diplom, vydaný císařem Františkem Josefem I. na podzim 1860, už naznačoval obrysy ústavní a parlamentní formy vlády, které pak konkretizovala únorová ústava počátkem roku 1861. Ta předpokládala ustavení Říšské rady coby nejvyššího zákonodárného sboru, voleného ovšem nepřímo jako soubor delegátů jednotlivých zemských sněmů. Ještě během března 1861 proto císař vypsal ve všech korunních zemích zemské volby.

## Průběh a výsledky voleb
Únorová ústava přesně vymezovala volební systém do Českého zemského sněmu. Voleno bylo 236 poslanců a to ve čtyřech skupinách: kurie venkovských obcí, skupina měst, skupina obchodních a živnostenských komor a kurie velkostatkářská, ve všech s omezeným volebním právem (volební cenzus). Na sněmu pak tyto čtyři volební skupiny tvořily tři kurie (poslanci zvolení za skupinu měst a skupinu obchodních a živnostenských komor zasedali v společné kurii měst). Kromě nich na sněmu zasedalo pět nevolených virilistů, kteří mandát nabývali z titulu své funkce. Celkem tak měl sněm 241 poslanců.
Volební kampaň byla krátká. Volby probíhaly 18. března v kurii venkovských obcí a 20. března v kurii měst. V poslední březnové dekádě se volilo v kurii velkostatků (skupina svěřeneckých velkostatků i nesvěřeneckých velkostatků). Ještě později se měly konat doplňovací volby v několika obvodech, v nichž zvolený kandidát mandát nepřijal, často proto, že souběžně získal mandát v jiném okrsku. Například František August Brauner takto uspěl v obvodu venkovských obcí Přeštice, Nepomuk i v obvodu Domažlice, Kdyně, načež se druhého z nich vzdal s omluvou voličům.
Česká politická reprezentace utvořila narychlo volební výbor (Národní strana), v jehož čele zasedali František Palacký, František Ladislav Rieger a František August Brauner. Samostatně postupovali i čeští Němci a vzhledem ke kuriovému volebnímu systému hráli výraznou roli i šlechtici a velkostatkáři. Mezi nimi byla silná skupina české historické šlechty (Strana konzervativního velkostatku), kterou vedli Jindřich Jaroslav Clam-Martinic a Leopold Lev Thun-Hohenstein. Čeští občanští politici i konzervativní šlechta společně podporovali zachování historických privilegií Českého království a federativní pojetí Rakouska, v němž měly Čechy tvořit samostatný útvar, volně spojený s dalšími historickými entitami, mezi českými Němci byly silnější centralistické tendence, tedy Rakousko coby jednolitý státní útvar liberálního charakteru.
Ve volbách získali čeští občanští kandidáti zhruba třetinu křesel (zvoleno 79 českých liberálů, celkem 80 etnických Čechů v kuriích venkovských obcí, měst a komor). Češi uspěli hlavně v kurii venkovských obcí, v které docílili většiny. Zhruba třetinový počet křesel ve sněmu obsadili i čeští Němci a další třetinu velkostatkáři. Podle sociálního a profesního dělení bylo 80 etnicky českých poslanců zemského sněmu zvolených v kuriích venkovských obcí, měst a živnostenských a obchodních komor rozděleno následovně: 62 buržoazních a maloburžoazních vzdělanců (z toho 25 právníků, 11 lékařů a lékárníků, 2 vysokoškolští učitelé, 11 středoškolských učitelů, 2 vědci a novináři, 7 katolických kněží, 3 státní úředníci a 1 samosprávní úředník), 8 buržoazních podnikatelů (z toho 4 továrníci, 3 obchodníci a peněžníci a 1 manažer), 1 příslušník maloburžoazie (z toho 1 blíže neurčený měšťan), 8 příslušníků agrární buržoazie (z toho 6 rolníků či statkářů a 2 mlynáři) a 1 šlechtický velkostatkář.
Sněm se poprvé sešel 6. dubna 1861. Němečtí liberálové zaujali křesla na levici, čeští poslanci ve středu a velkostatkáři na pravé části pléna. Podle představ Vídně mělo být zasedání sněmu krátké a jediným hlavním účelem mělo být zvolení 54 delegátů na Říšskou radu. Přesto se na sněmu objevila i jiná, zásadní témata. František Ladislav Rieger vystoupil s ohrazením proti volebnímu systému do sněmu, který označil za nespravedlivý a požadoval jeho reformu. Historická šlechta zase deklarovala své trvání na tradičních zemských právech, čímž utvářela spojenectví s českými občanskými silami. Naopak v otázce reformy volebního systému se představy šlechty a českých liberálů odlišovaly, takže Rieger následně uznal, že své výhrady k volebnímu řádu nebude v tuto chvíli dále prosazovat. Sněm pak provedl volbu poslanců Říšské rady a 21. dubna jeho první zasedání skončilo. Znovu se pak scházel v následujících letech až do rozpuštění a vypsání nových voleb počátkem roku 1867.
Paralelně proběhly roku 1861 i zemské volby na Moravě, kde české liberály vedl Alois Pražák. Na Moravě ale byly české pozice slabší, zasedalo zde jen 24 Čechů, kteří se přihlásili k českému státoprávnímu programu, ovšem prosazovali koncepci zachování svébytného postavení Moravy.